# Valentina Biccheri
Valentina Biccheri (née le 7 mai 1991 à Arezzo) est une joueuse italienne de volley-ball. Elle mesure 1,91 m et joue au poste de attaquante.

## Clubs
| Club                 | Pays   | De        | À         |
| -------------------- | ------ | --------- | --------- |
| Pallavolo Arezzo     | Italie | 2006-2007 | 2006-2007 |
| Club Italia          | Italie | 2007-2008 | 2009-2010 |
| Minerva Volley Pavia | Italie | 2010-2011 | 2010-2011 |
| Azzurra Volley       | Italie | 2011-2012 | 2012-2013 |
| IHF Volley Frosinone | Italie | 2013-2014 | …         |

## Palmarès
- Championnat d'Europe des moins de 20 ans
  - Vainqueur : 2008.